# John Galsworthy
John Galsworthy (/ˈɡɔːlzwɜːrði/; Kingston upon Thames, Surrey, 14 de agosto de 1867-Londres, 31 de enero de 1933) fue un novelista y dramaturgo inglés. Sus obras más notables incluyen La saga de los Forsyte, una serie de 12 novelas y relatos que escribió desde 1906 hasta 1934.
En 1917 rechazó el título de Sir, para el cual había sido nominado por el Primer ministro David Lloyd George y en recompensa por sus méritos en la Primera Guerra Mundial donde trabajó de camillero (ordenanza, asistente; en inglés  Orderly) con la excusa de que la recompensa de un escritor está en poder escribir. Por un extravío de la carta donde renunciaba a la membresía se publicó su nombre en la lista de caballeros pero él nunca lo aceptó y el honor fue más tarde retirado.
En 1921 fue elegido el primer presidente del club literario PEN international.
Se le concedió la Orden del Mérito en 1929.
En 1932 fue galardonado con el premio Nobel de Literatura en reconocimiento a su eminente fuerza descriptiva. Donó el premio al PEN International y declinó la asistencia a la entrega de premios en diciembre de 1932 por enfermedad. Murió pocas semanas después.

## Biografía
Estudió en Harrow School y en la Universidad de Oxford, donde se doctoró en derecho en 1890, aunque pronto comenzó a escribir, quizás debido a su amistad con Joseph Conrad. 
En 1899 se publicó su primera novela, Jocelyn, bajo el pseudónimo de «John Sinjohn», que habría de utilizar durante algún tiempo. En 1906 se estrenó su primera obra teatral, The Silver Box, que resultó un éxito, seguida de A Man of Property, con la que inició la famosa serie La saga de los Forsyte, pensada inicialmente para 5 volúmenes. En esta serie se muestra todo un conjunto de situaciones de la vida familiar de la alta clase media inglesa, tanto de la época victoriana como de la moderna. Tras el título inicial, publicó El veranillo de San Martín de un Forsyte (1918), En el tribunal (1920), Despertar (1920) y Se alquila (1921); lo que constituye la primera serie de la saga, desarrollada en el final de la década de 1910.
Amplió este ciclo narrativo en otras dos series compuestas, al igual que la primera por novelas y relatos cortos de los mismos caracteres y temas. Componen la segunda serie The White Monkey (El mono blanco, 1924), The Silver Spoon (1926) y Swan Song (1928), publicados bajo el título de Una comedia moderna en 1929, desarrollada en los años 20.
Después de completar la segunda trilogía de «La Saga de los Forsyte» con la publicación de El canto del cisne, el Premio Nobel John Galsworthy no se resignó a abandonar unos personajes que le habían acompañado durante más de 20 años. En 1928 publicó una serie de relatos donde trataba aspectos de los personajes que se había dejado en el tintero y que matizan las biografías de los miembros más destacados de esta saga desde el fin de la primera trilogía y el arranque de la segunda, conocida como «Una comedia moderna»; Four Forsyte Stories (1929) compuestas por "A Sad Affair", "Dog at Timothy's", "The Hondekoeter" and "Midsummer Madness". Publicadas en español por Reino de Cordelia en la edición española se añade una historia más que no aparecía en ese volumen, "Indian Summer of a Forsyte", y que completa toda la literatura breve relativa a esta familia que vio morir a la reina Victoria, superó la Primera Guerra Mundial y atisbó el estallido de la Segunda, protagonizando la enorme evolución de la sociedad europea y británica gracias al florecimiento de una burguesía económica que comenzó a desplazar a la aristocracia.
Ttras el éxito de la trilogía La saga de los Fosyte y de la continuación de esta, Una comedia moderna, John Galworthy publicó una tercera (con el interludio anteriormente citado), que cierra el ciclo de lo que se denomina «Las crónicas de los Forsyte». Las tres novelas que componen "End of the Chapter" (1934) se desarrollan en la década de los años 30, con la amenaza de una nueva guerra en Europa, llena de incertidumbre un mundo de valores morales que evolucionan de modo vertiginoso, espoleados por el desempleo. Galsworthy realiza una magnífica descripción de cómo los cambios políticos afectan al individuo y a la sociedad. Esta tercera trilogía está compuesta por Maid in Waiting (1931), "Flowering Wilderness" (Un desierto en flor 1932) y "One More River" (originally Over the River) (Al otro lado del valle 1933).
Instalado en Sussex, Galsworthy escribió muchas obras teatrales y novelas, confirmándose como uno de los escritores más prolíficos de su tiempo. Entre sus obras de teatro están Justice (1910), The Skin Game (1920) y Old English (1924). Entre sus novelas también se destacan The Patrician (1911), The Dark Flower (1913), The Freelands (1915) y Saint's Progress (1919). Sus relatos cortos fueron reunidos y publicados en 1927 bajo el título de Caravan.
En 1967 la BBC realizó y emitió una serie televisiva basada en la saga de los Forsyte que alcanzó una enorme popularidad, tanto en Gran Bretaña como en otros muchos países.

## Ediciones en español
- El páramo Gaulzery y unos ripios. Editorial Verbum. 2021. ISBN 978-84-1337-553-3.
- El propietario. Editorial Cátedra. 2017. ISBN 978-84-376-3760-0.
- El canto del cisne. Reino de Cordelia. 2015. ISBN 978-84-15973-37-9.
- La cuchara de plata. Reino de Cordelia. 2014. ISBN 978-84-15973-28-7.
- La cuchara de plata. Editorial Juventud. 1994. ISBN 978-84-261-2855-3.
- Esperanzas juveniles. Ediciones Altaya. 1995. ISBN 978-84-487-0540-4.
- Más allá del rio. Caralt Editores. 1986. ISBN 978-84-217-4283-9.
- El mono blanco: una comedia moderna. Reino de Cordelia. 2013. ISBN 978-84-15973-10-2.
- El patricio. Erasmus Ediciones. 2011. ISBN 978-84-92806-59-1.
- Prado florido. Caralt Editores. 1986. ISBN 978-84-217-4281-5.
- La saga de los Forsyte: El propietario; El veranillo de un Forsyte; El litigio; Despertar; Se alquila. Reino de Cordelia. 2014. ISBN 978-84-15973-45-4.
- En compañía de los Forsyte (Primera edición en Reino de Cordelia, septiembre de 2019 edición). ISBN 978-84-16968-80-0.
- Fin de Capítulo (en preparación, Reino de Cordelia,) ISBN 978-84-18141-71-3